# Prvenstvo Hrvatske u ragbiju 2015./16.
Prvenstvo Hrvatske u ragbiju za sezonu 2015./16. je četrnaesti put zaredom osvojila momčad Nada iz Splita.

## Prva liga
| mj. | klub              | ut. | pob. | ner. | por. | poen+ | poen- | bod |
| --- | ----------------- | --- | ---- | ---- | ---- | ----- | ----- | --- |
| 1.  | Nada Split        | 8   | 7    | 1    | 0    | 282   | 74    | 35  |
| 2.  | Mladost Zagreb    | 8   | 6    | 1    | 1    | 243   | 99    | 31  |
| 3.  | Makarska Rivijera | 8   | 4    | 0    | 4    | 160   | 119   | 19  |
| 4.  | Sinj              | 8   | 1    | 0    | 7    | 150   | 224   | 6   |
| 5.  | Zagreb            | 8   | 1    | 0    | 7    | 55    | 374   | 4   |